# 克里斯汀瀑布桥
克里斯汀瀑布桥（英語：Christine Falls Bridge）是一座位于瑞尼爾山國家公園的混凝土拱桥，修建于1927-1928年，于1991年3月13日列入國家史蹟名錄。